# Paraphoides bura
Paraphoides bura là một loài bướm đêm trong họ Geometridae.